# Мінімальна вага в боксі
Перша найлегша вага (англ. mini flyweight, англ. strawweight, англ. minimumweight), або англ. super atomweight) — вагова категорія в боксі.

## Професійний бокс
У професійному боксі боксери в першій найлегшій вазі можуть важити не більше 105 фунтів (48 кг). Це відносно нова вагова категорія для професіоналів, яка вперше була запроваджена основними боксерськими організаціями між 1987 і 1990 роками.

### Чемпіони
Чоловіки
| Організація | Дата здобуття     | Чемпіон         | Рекорд         | Захисти |
| ----------- | ----------------- | --------------- | -------------- | ------- |
| WBA (Super) | 16 листопада 2024 | Оскар Коллазо   | 12–0 (9 KO)    | 1       |
| WBC         | 31 березня 2024   | Мелвін Єрусалем | 24–3 (12 KO)   | 2       |
| IBF         | 28 липня 2024     | Педро Тадуран   | 18–4-1 (13 KO) | 1       |
| WBO         | 26 серпня 2023    | Оскар Коллазо   | 12–0 (9 KO)    | 5       |

Жінки
| Організація | Дата здобуття   | Чемпіон         | Рекорд      | Захисти |
| ----------- | --------------- | --------------- | ----------- | ------- |
| WBA         | 20 березня 2021 | Сеньєса Естрада | 25–0 (9 KO) | 4       |
| WBC         | 25 березня 2023 | Сеньєса Естрада | 25–0 (9 KO) | 1       |
| IBF         | 4 серпня 2019   | Йокаста Валле   | 30–2 (9 KO) | 10      |
| WBO         | 8 вересня 2022  | Йокаста Валле   | 30–2 (9 KO) | 4       |

## Рейтинги

### The Ring
Станом на 19 листопада 2023.
Легенда:
 Ч  Чинний чемпіон світу за версію журналу The Ring
* Боксер має запланований поєдинок
| Ранг | Ім'я                 | Рекорд (W–L–D) | Титул(и)    |
| ---- | -------------------- | -------------- | ----------- |
| Ч    |                      |                |             |
| 1    | Тхамманун Нійомтронг | 24–0 (9 KO)    | WBA (Super) |
| 2    | Юдай Шігеока*        | 8–0 (5 KO)     | WBC         |
| 3    | Гіндзіро Шігеока*    | 10–0 (8 KO)    | IBF         |
| 4    | Оскар Коллазо        | 9–0 (7 KO)     | WBO         |
| 5    | Паня Прадабсрі       | 40–2 (24 KO)   |             |
| 6    | Мелвін Єрусалим*     | 21–3 (12 KO)   |             |
| 7    | Вілфредо Мендес      | 18–3–1 (6 KO)  |             |
| 8    | Ерік Роза            | 6–0 (2 KO)     | WBA         |
| 9    | Педро Тадуран        | 16–4–1 (12 KO) |             |
| 10   | Хасанбой Дусматов    | 6–0 (5 KO)     |             |

### BoxRec
Станом на 19 листопада 2023.
Легенда:
* Боксер має запланований поєдинок
| Ранг | Name              | Рекорд (W–L–D) | Титул(и)   |
| ---- | ----------------- | -------------- | ---------- |
| 1    | Юдай Шігеока*     | 8–0 (5 KO)     | WBC        |
| 2    | Оскар Коллазо     | 9–0 (7 KO)     | WBO        |
| 3    | Мелвін Єрусалим*  | 21–3 (12 KO)   |            |
| 4    | Гіндзіро Шігеока* | 10–0 (8 KO)    | IBF        |
| 5    | Паня Прадабсрі    | 40–2 (24 KO)   |            |
| 6    | Хасанбой Дусматов | 6–0 (5 KO)     |            |
| 7    | Сіяхолва Кусе     | 6–2–1 (3 KO)   |            |
| 8    | Педро Тадуран     | 16–4–1 (12 KO) |            |
| 9    | Дяньсін Чжу       | 12–1 (10 KO)   | WBO Global |
| 10   | Алекс Вінвуд      | 4–0 (2 KO)     |            |